# Jesús Prieto de Pedro
Jesús Prieto de Pedro (Valladolid, 1949) es un Jurista español, Doctor en Derecho, catedrático de Derecho Administrativo y uno de los más reconocidos especialistas en Derecho de la Cultura del mundo. Es titular de la Cátedra Andrés Bello de Derechos Culturales (Convenio Andrés Bello, Universidad Carlos III de Madrid y Universidad Nacional de Educación a Distancia). Dirigió desde sus inicios el máster de Investigación en Derecho de la Cultura que se imparte en el Instituto Interuniversitario para la Comunicación Cultural de la Universidad Carlos III de Madrid y la Universidad Nacional de Educación a distancia UNED. 

## Biografía
Es considerado el inspirador de la Carta Cultural Iberoamericana, idea que surge a raíz del Seminario Economía y cultura: La tercera cara de la moneda, celebrado en Bogotá, en un encuentro organizado por el Convenio Andrés Bello, y cuyo objetivo principal es favorecer el desarrollo de la diversidad interior de los países que la suscriben e idear nuevas fórmulas de coordinación en la expresión internacional de Iberoamérica en materia de cultura, especialmente en asuntos como los derechos de autor, el patrimonio o las industrias culturales.
Asimismo, en 2005 fue designado por el Gobierno español ante la UNESCO como experto para la elaboración de la Convención para la diversidad cultural.
Ejerció como director general de Bellas Artes y Bienes Culturales y de Archivos y Bibliotecas, del Ministerio de Educación, Cultura y Deporte, entre el 13 de enero de 2012 y septiembre de 2014.
Se ha desempeñado en los siguientes cargos académicos: 
- Secretario del Departamento de Derecho Público UNED (1980-1984)
- Director CA de la UNED en Segovia (1984-1989)
- Vicedecano de Facultad de Derecho de la UNED (1993-1994)
- Decano de la Facultad de Derecho de la UNED (1994-1998)
- Vicerrector Comunicación Cultural de la UNED (1999-2001)
- Vicerrector Adjunto a la Rectora para el Desarrollo Normativo de la UNED (2002-2003)
- Miembro del Claustro y de la Junta de Facultad de Derecho de la UNED (1985 a 2004)
- Miembro del Consejo de Gobierno de la UNED (1995 a 1998; 1999 a 2003)
- Presidente Consejo Rector del Instituto Interuniversitario para la Comunicación Cultural. UNED/UC3M (2002 a 2019)
- Director del Instituto Interuniversitario para la Comunicación Cultural. UNED/UC3M. (2002 a 2011 y 2015 a 2019)
- Coordinador del Programa Interuniversitario de Doctorado de Derecho de la Cultura (con menciones de calidad de excelencia del MEC y de la Comunidad de Madrid) (2004 a 2011)
- Miembro del Consejo Rector del máster de Gestión Cultural (Universidad Carlos III de Madrid) (2006 a 2012) 
- Coordinador del Programa Interuniversitario de Investigación en Derecho de la Cultura (2010 a 2011 y 2015 a 2019)
A finales de diciembre de 2024 le fue otorgada la Medalla de Oro al Mérito en las Bellas Artes aprobada por el Consejo de Ministros, a propuesta del ministro de Cultura español.

## Algunas ideas del autor
- El Quadrivium temático o concepción poliédrica científico racionalista de la vida humana. El autor considera que las sociedades, a medida que han ido avanzando en la conquista de derechos, han pasado por cuatro etapas fundamentales:
a) Etapa política: algo que se puede observar en las primeras Cartas fundamentales, denominadas "Constituciones Políticas", como la Constitución Política de Cádiz de 1812.
b) Etapa económica: da lugar a la Constitución Económica, en las que se ahonda en el marco jurídico fundamental para la estructura y funcionamiento de la vida económica.
c) Etapa social: da lugar a la Constitución Social. Se avanza en el sistema de funcionamiento y articulación de los grupos humanos.
d) Etapa cultural: da lugar a la Constitución Cultural. Es el momento actual donde se sitúa el avance progresivo en la delimitación de derechos fundamentales, haciendo hincapié en los derechos culturales. Jesús Prieto incluye a la Constitución Española de 1978 en esta etapa.

- El autor considera a la Carta Cultural Iberoamericana como la rosa de los vientos y hoja de ruta de las políticas culturales.

- El autor ha abogado por el principio de unidiversidad de las culturas. La formulación señala que todas las culturas forman parte del patrimonio común de la humanidad, con su complementariedad e interdependencia.

## Algunas obras
Prieto de Pedro, J. (2008):  El sistema español de bibliotecas, en Comentarios a la Ley de la lectura, del libro y de las bibliotecas: (Ley 10/2007 de 22 de junio) / coord. por Santiago Muñoz Machado, 2008, ISBN 978-84-9890-001-9, pags. 317-351
Prieto de Pedro, J. (2007)  Cooperación en la educación, la ciencia y la cultura, en La Cooperación Cultura-Comunicación en Iberoamérica, en Bustamante, E. (Ed), Editoria AECI, Madrid, ISBN 978-84-8347-055-8
Prieto de Pedro, J. (2006): Cultura, economía y derecho, tres conceptos implicados, Pensar Iberoamérica, ISSN 1683-3783, N.º 10, 2006.
Prieto de Pedro, J. (2005): Diversidad y derechos culturales, Editorial Centro de Competencia para América Latina
Prieto de Pedro, J.(2005): Políticas públicas y cultura. Planet Agora.
Prieto de Pedro, J. (2004): P.cultural, dualismo competencial y comunicación cultural en la Constitución, en PH: Boletín del Instituto Andaluz del Patrimonio Histórico, ISSN 1136-1867, Año n.º 12, N.º 48, 2004 (Ejemplar dedicado a: El patrimonio histórico en la España de las autonomías)
Prieto de Pedro, J. (2002): Cultura, economía y derecho, tres conceptos implicados, en Pensar Iberoamérica: Revista de cultura, ISSN 1683-3783, N.º 1, 2002
Prieto de Pedro, J. (1998): La protección constitucional de la diversidad lingüística, en A distancia, ISSN 1133-1151, N.º 2, 1998
Prieto de Pedro, J. (1997): Identidad europea y Tratado de Mastrique. Por un proyecto europeo más cultural. Una nueva política social y económica para Europa, 1997, ISBN 84-86497-33-7, pags. 475-494
Prieto de Pedro, J.(1995): Cultura, Culturas y Constitución, Editorial Centro de Estudios Culturales, Madrid, ISBN 978-84-259-0933-7
Prieto de Pedro, J. (1993): Unidad y pluralismo cultural en el Estado autonómico. Documentación administrativa, ISSN 0012-4494, N.º 232-233, 1992‑1993 (Ejemplar dedicado a: El estado autonómico, hoy), pags. 57-72
Prieto de Pedro, J. (1991): Lenguas, lenguaje y derecho, Madrid : Cívitas, 1991. ISBN 84-7398-889-2
Prieto de Pedro, j. (1989): Los vicios del lenguaje legal: Propuestas de estilo. La calidad de las leyes / coord. por Fernando Sáinz Moreno, Juan Carlos da Silva Ochoa, 1989, ISBN 84-87122-05-1, pags. 121-156
Prieto de Pedro, J. (1980): Sobre la autonomía de las Universidades para la selección de su profesorado, Civitas. Revista española de derecho administrativo, ISSN 0210-8461, N.º 27, 1980, pags. 641-648